# Christian Eitner
Christian Eitner (* 5. März 1966 in Braunschweig) ist ein deutscher Komponist, Musiker und Musikproduzent.

## Leben
Christian Eitner besuchte die Neue Oberschule in seiner Heimatstadt Braunschweig und nahm Unterricht an den Instrumenten Akkordeon, Gitarre, Bass und Klavier. Nach dem Abitur studierte er Anglistik an der TU Braunschweig, arbeitete in verschiedenen Tonstudios und beschäftigte sich intensiv mit Midi-Sequencing und Sampling. Nach diversen Band- und Studioprojekten entwickelte er 1989 gemeinsam mit Ingo Meyer die Elektroband „Dancing Fantasy“, was ihn mehrfach auf USA-Tournee führte.
1994 gründete Eitner als Produzent und Bassist die Jazzkantine, die nach zehn Alben und ca. 1500 Konzerten bis heute in unterschiedlichen Besetzungen aktiv ist. Gemeinsam mit Matthias Lanzer (Rap Nation Records) führt Eitner die Geschäfte der Monofon Musikproduktions GmbH mit Tonstudio, Management und Label.
Seit 1999 ist Eitner regelmäßig als Komponist, Arrangeur und Musikalischer Leiter von Bühnenmusik u. a. am Staatstheater Braunschweig tätig, vielfach in Zusammenarbeit mit dem Autor und Regisseur Peter Schanz.
Seit 2007 ist er künstlerischer Leiter bei „Pop meets Classic“ in Braunschweig. 2011 öffnet in einer Co-Produktion der Monofon GmbH und der Undercover GmbH das Wintertheater im Spiegelzelt an der Martinikirche, Braunschweig erstmals seine Pforten. Seitdem ist Eitner dort als Künstlerischer Leiter tätig und bringt gemeinsam mit Peter Schanz diverse Stücke zur Ur-Aufführung, u. a. mit anhaltendem Erfolg das Krippenspiel „Die Braunschweiger Weihnachtsgeschichte“.

## Diskografie

### CD
- 1990 „Midnight Boulevard“ Dancing Fantasy (IC Digit)
- 1991 „California Grooves“ Dancing Fantasy (IC Digit)
- 1992 „Moonlight Reflection“ Dancing Fantasy (IC Digit)
- 1993 „Worldwide“ (IC Digit)
- 1994 „Jazzkantine“ Jazzkantine (BMG)
- 1995 „Heiss und fettig“ Jazzkantine (BMG)
- 1995 „Aleksey“ Aleksey (RCA Local)
- 1997 „Lautsprecher“ Cappuccino (Mercury)
- 1998 „Geheimrezept“ Jazzkantine (BMG)
- 1999 „Formeln der Welt“ Tachiles (BMG)
- 1999 „Tanzzkantine“ Jazzkantine (BMG)
- 1999 „Dancing Fantasy“ (Higher Octave/Virgin)
- 2000 „In Formation“ Jazzkantine (BMG)
- 2002 „Futter für die Seele“ (BMG)
- 2003 „Unbegrenzt haltbar“ Jazzkantine (BMG)
- 2004 „Best of Jazzkantine“ (BMG-Miller)
- 2005 „Ölper Zwölf Pöints“ (Monofon)
- 2008 „Hell’s Kitchen“ Jazzkantine (Sashimi Records)
- 2009 „Unser Eintracht“ (Monofon)
- 2012 „Jazzkantine Spielt Volkslieder“ Jazzkantine (Polydor)
- 2013 „Ultrahocherhitzt“ Jazzkantine (Rap nation Records)
- 2014 „Ohne Stecker“ Jazzkantine & NDR-Bigband (Rap Nation Records)
- 2016 „Old's Cool“ Jazzkantine (Rap Nation Records)
- 2019 „Mit Pauken und Trompeten“ Jazzkantine (Rap Nation Records)

### DVD
- 2005 „10 Jahre live“ DVD Jazzkantine

## Bühnenmusiken
- 1999 Tanzzkantine (Staatstheater Braunschweig)
- 2001 Space (Staatstheater Braunschweig)
- 2003 Braunschweich, Braunschweich! Ein Heimatabend mit der Jazzkantine (Staatstheater Braunschweig)
- 2004 Hundert Jahre HipHop. Die Jubiläumstournee mit Puff Baba und Jennifer Lopetzki. (Landesbühne Hannover)
- 2005 Mensch Agnes! Eine Moritat. (Staatstheater Braunschweig)
- 2006 Ölper Zwölf Pöints. Das interaktive Wunschkonzert mit der Jazzkantine. (Staatstheater Braunschweig)
- 2007 Ölper 2. Ein Lied für Braunschweig. Die zweite Staffel. Mit der Jazzkantine. (Staatstheater Braunschweig)
- 2009 Gipfeltaucher. Ein Lustspiel aus der großen Welt der kleinen Politik in Versen. (Staatstheater Braunschweig)
- 2009 Unser Eintracht. Ein musikalisches Trainingslager für die Braunschweiger Seele. Mit der Jazzkantine. (Staatstheater Braunschweig)
- 2010 Unser Eintracht (Wiederaufnahme)
- seit 2011 Die Braunschweiger Weihnachtsgeschichte (Wintertheater Braunschweig)
- 2012 Ö3 – Das Ölperium schlägt zurück (Staatstheater Braunschweig)
- 2014 Da Da Da – ein musikalisches Navigationssystem durch die 80er in Braunschweig (Staatstheater Braunschweig)
- 2015 Da Da Da (Wiederaufnahme)
- 2016 Spiel mir das Lied vom Löwen (Lokpark Braunschweig)
- 2017 Spiel mir das Lied vom Löwen (Wiederaufnahme)
- 2018 Der Fluch der Oker (Lokpark Braunschweig)
- 2019 Hyper, Hyper! (Staatstheater Braunschweig)
- 2021 Eine kleine Biermusik (Applausgarten Braunschweig)
- 2022 Der Diamantenherzog und das brennende Schloss (Staatstheater Braunschweig)

## Auszeichnungen
- 1996 Echo Award (Jazz)
- 1997 Jazz Award des Bundesverbandes der Phonographischen Wirtschaft
- 2008 Jazz Award des Bundesverbandes Musikindustrie
- 2009 Nominierung zum Echo Award (Jazz)
- 2013 TFF-RUTH Weltmusikpreis
- 2014 Eintrag ins Goldene Buch der Stadt Braunschweig
- 2018 Ehrenpreis des Marketing-Clubs Braunschweig
- 2021 Bürgermedaille der Stadt Braunschweig